# Diamond (plantage)
Diamond was een katoenplantage aan de Nickerie in het gelijknamige district in Suriname. De plantage lag stroomafwaarts naast de plantage Pearl en stroomopwaarts naast Nieuw-Rotterdam.

## Geschiedenis
De grond had een grootte van 820 akkers en was als Lot 112 uitgegeven aan de Engelsman John Stuart. Hij was in 1800 met enkele slaven uit Grenada gekomen. Hij kocht twee, met katoen beplante plantages Longmay en Plaisance, van gouverneur de Friderici en legde de plantage Diamond aan en daar bouwde hij ook zijn woning. De eerste jaren werd er ook suikerriet op de plantage verbouwd, maar al snel schakelde het onder directeur A. Cruickshank volledig over naar katoen. Stuart kocht kort daarop ook de gronden waar de latere plantages Waterloo, Nursery en Hazard gevestigd zouden worden. Hij bracht deze gronden echter nooit in cultuur. De plantage boven Diamond, het aan de kust gelegen Union, werd wel door hem tot bloei gebracht.
In 1831 was de plantage uitgebreid tot 1.000 akkers en waren R.A. en J. Cruickshank de eigenaren en R.T Cruickshank was directeur. De plantage heeft tot 1841 katoen geproduceerd. Daarna stond het geregistreerd als “de boedel Cruickshank" met als directeur A. MacDonald en als product werd “kweek” opgegeven. De administrateur was Anthony Dessé, de latere eigenaar van veel plantages. In 1850 was de plantage verlaten. Diamond werd in 1856, samen met Phoenix, Plaisance, Union, en Paradise eigendom van Dessé. Diamond kocht hij waarschijnlijk alleen vanwege de slavenmacht, want een jaar later werden de slaven overgebracht naar Paradise en verkocht hij de plantage aan het gouvernement. Deze kocht de grond aan met het oog op de uitbreiding van Nieuw-Rotterdam. Tien jaar later bleek de verlaten plantage onder water te staan.
A la bonne heure · Anna's Zorg · Akkerboom · Alliance · Alkmaar · Andresa · Auka · Andreesgift · Bantaskine · Barbados · Batavia · Beekenhorst · Belladrum · Bellevue · Belwaarde · Beninenburg · Berg en Dal · Bergen op Zoom · Berlijn (Commewijne) · Berlijn (Para) · Bethlehem · Boksweide · Boston · Botany Bay · Boxel · Bronswijk · Brouwerslust · Bruinendaal · Bucklebury · Buitenrust · Burnside · Cadrosspark · Caledonia · Campenburg · Cannewapibo · Catharina Sophia · Clevia  · Cliffort-Kokshoven · Clyde · Concordia · Concordia en een Kwart Lot · Courcabo · De Dageraad · De Goede Vriendschap · De Resolutie · De Vier Hendrikken · Diamond · Dijkveld · Domburg · Dordrecht · Eendragt · Elisabeth's Hoop · Ellen · L'Espérance (Nickerierivier) · L'Espérance (Surinamerivier) · Esthersrust · Fairfield · Fortuin · Flora · Florentia · Frederiksburg · Frederiksdorp · Frederikslust · Geertruidenberg · Geyersvlijt · Glensander · Gloria · Groot Chatillon · Groot Marseille · Guadeloupe · Hague · Hamburg · Hamilton · Hamptoncourt · Hannover · Hazard · Hebron · Hecht en Sterk · Hooyland · Hope · Houttuin · Huntly · Huwelijkszorg · Inverness · Jagtlust · Jodensavanne · Johan & Margaretha · Johanna Catharina · Johanna Maria · Johannesburg · John · Katwijk · Kent · Kerkshoven · Killenstein · Klein Bellevue · Kleinhoop · Krappahoek · Kroonenburg · Kwatta · La Jalousie · La Prosperité · La Rencontre · La Ressource (Saramacca) · La Ressource (Surinamerivier) · La Singularité · Laarwijk · Leasowes · Leliëndaal · Leonsberg · Livorno · Longmay · Lunenburg · Lust en Rust · Lustrijk · Maasstroom · Margarethenburg · Maria Petronella · Mariënbosch · Mariënburg · Margaretha's Gift · Mary's Hope · Meerzorg · Merveille · Moed en Kommer · Mon Bijou · Mon Souci · Mon Trésor · Monnikendam · Mopentibo · Morgenster · Moy · Nieuw Mocha · Nieuwzorg · Nieuwe Aanleg · De Nieuwe Grond · Nijd en Spijt · Novar · Nursery · Nut en Schadelijk · Onoribo · Onverwacht · Oranibo · Ornamibo · Overbrug · Overtoom 
· Oxford · Palestina · Paradise · Persévérance · Petersburg · Picardië · Peperpot · Pieterszorg · Plaisance · Poelwijk · Potosie · Purmerend · Reijnsdorp · Reijnsfort · Rijnberk · Roosenburg · Rorac · Rust en Werk · Rustenburg · Saltzhalen · Sans Souci · Saphir · Sarah · Sardam · Schaapstede · Schoonoord · Sinabo en Gelre · Sint Barbara · Sint Eustatius · Slootwijk · Sorgvliet · Spieringshoek · Standvastigheid · Suidwijn · Suzanna's Daal · Toevlugt (Surinamerivier) · Tout Lui Faut · Toledo · Totness · Tyronne · 't Vertrouwen · Victoria · Vierkinderen · Visserszorg · Voorburg · Voorzorg (Saramacca) · Vossenburg · Vredenburg · Vriendsbeleid en Ouderzorg · Vreeland · Waltonhall · Waldijk · Waterloo · Wederzorg · Welbedacht · Welgelegen (Commewijne) · Welgelegen (Coronie) · Welgevallen · Weltevreden · Wolffs Capoerica · Wolfenbüttel · 't Ylant · Zoelen · Zorg en Hoop (hout) · Zorg en Hoop (indigo) · Zorg en Hoop (katoen) · Zorg en Hoop (suiker)